# Hervé Lesserteur
Hervé Lesserteur, né à Troyes le 24 juin 1968, est un musicien et chanteur vaudois.

## Biographie
Installé à Lausanne depuis 1974, le Français d'origine Hervé Lesserteur compose et interprète ses textes depuis l'adolescence, au début des années 1980. Inspiré par le théâtre, il participe à l’écriture de quelques spectacles et suit divers cours en tant que comédien, avant de bifurquer vers la chanson. En 1992 il monte un premier groupe, Marécage, pour lequel il est auteur et interprète. Attiré par la photographie, il se plaît à traduire également son regard sur le monde avec des mots.
Après Marécage, Hervé Lesserteur participe aux projets Kao-Fé en 1995 ou La sphaigne en 1996. Exclusivement auteur et chanteur, il fait alors la rencontre de ses acolytes musiciens Thobias Barthelmes et Jean-Marie Reymond, avec lesquels il fonde le groupe Lesserteur. Un premier disque sort en 1999, intitulé Ruptures. Puis un second suit, en 2005, sous le titre de Gentil méchant. Le groupe sort un troisième album en 2010, Marins des villes, au sein duquel Hervé Lesserteur se produit avec Arthur Besson (guitare), Market Besson (basse), Pierre Gilardoni (guitare), Nicolas Meyer (batterie), Bernard Trinchan et Eléonora de Souza (les deux derniers en tant que musiciens invités). Ce sont ces musiciens qui l'accompagnent actuellement lors de ses concerts. 
En 2000, il gagne le concours Nouvelles Scènes, avant d'être primé aux Francomanias et à la Bourse de Thoune. Homme de scène, Hervé Lesserteur se produit notamment dans diverses formations acoustiques, rock et folk, sur de nombreuses scènes telles L’Echandole, l’Arena de Genève en première partie de Lara Fabian, Le Café du Soleil, le Paléo Festival de Nyon, le Montreux Jazz-Under the Sky, le Festival Voix de Fête, La Charrette, le Festival VISA de Villefranche-de-Rouergue ou encore à l’Espace Paul Delvaux en Belgique et au Festival International des Chansonniers à Prague.
Hervé Lesserteur avoue ne pas pouvoir vivre de la musique en Suisse, et travaille à côté de sa carrière de chanteur pour pouvoir financer ses projets artistiques. 

## Sources
- « Hervé Lesserteur », sur la base de données des personnalités vaudoises sur la plateforme « Patrinum » de la Bibliothèque cantonale et universitaire de Lausanne.